# Classe C et D
Cet article concerne la classe de 1930. Pour autres classes du même nom, voir classe C (destroyer) et classe D.
La classe C et D  est un groupe de 14 destroyers de la Royal Navy commandée en fin des années 1930.

Le groupe C comprenait initialement neuf navires. Seuls cinq seront réalisés dans le cadre du programme de 1929-1930.

Le groupe D comprenait aussi neuf navires qui seront réalisés dans le cadre du programme de 1930-1931.

## Conception
Les navires de cette classes sont une version allongée de ceux de la classe B qui améliore leur endurance. Le poste de pilotage est scindé en deux parties : un poste de direction de tir et la timonerie.

Un canon anti-aérien de 76 mm, installé entre les deux cheminées, augmente leur armement.
Une modernisation de temps de guerre est opérée dès mai 1940. Quatre à six canons Oerlikon de 20 mm remplacent les mitrailleuses de 12,7 mm. Un projecteur de poursuite est installé sur une plateforme ainsi qu'un mortier anti-sous-marin. Télémètre et radar renforcent le matériel de détection.

## Service
- Les destroyers du groupe C ont été d'abord affecté à la Home Fleet. Puis ils vont renforcer la Mediterranean Fleet pendant la Seconde guerre italo-éthiopienne entre 1935 et 1936. Ils font respecter les accords de non-intervention  durant la guerre civile espagnole de 1936 à 1939.

Ils sont transférés à la Marine royale canadienne et servent d'escorteurs sur les convois en océan atlantique.
- Les destroyers du groupe D sont d'abord affectés à la flotte de Méditerranée puis sont transférés à la base navale de Singapour.

En 1939, ils reviennent à la Home Fleet et en Méditerranée. Certains participent à la campagne de Norvège en 1940, d'autres aux convois de ravitaillement de Malte, aux diverses batailles de Méditerranée (comme la bataille du cap Teulada) au sein de la Force H à Gibraltar.

Les survivants participent à la bataille de Normandie.

## Les bâtiments

### Les destroyers du groupe C
| Pennant number | Nom                                     | Lancement         | Service effectif | Chantier naval                       | Fin de carrière                           | Photo          |
| -------------- | --------------------------------------- | ----------------- | ---------------- | ------------------------------------ | ----------------------------------------- | -------------- |
| D18            | HMS Kempenfelt– HMCS Assiniboine (1939) | 29 octobre 1931   | 30 mai 1932      | J. Samuel White Cowes                | vendu pour démolition le 10 novembre 1945 | HMS Kempenfelt |
| H00            | HMS Comet– HMCS Restigouche (1938)      | 30 septembre 1931 | 2 juillet 1932   | HMNB Portsmouth                      | démoli en 1946                            |                |
| H60            | HMS Crusader– HMCS Ottawa (1938)        | 20 septembre 1930 | 2 mai 1932       | HMNB Portsmouth                      | coulé le 14 septembre 1942                |                |
| H83            | HMS Cygnet– HMCS St. Laurent (1937)     | 29 septembre 1931 | 1er avril 1932   | Vickers-Armstrongs Barrow-in-Furness | démoli en 1947                            |                |
| H48            | HMS Crescent– HMCS Fraser (1937)        | 29 septembre 1931 | 1er avril 1934   | Vickers-Armstrongs Barrow-in-Furness | coulé le 25 juin 1940                     |                |

### Les destroyers du groupe D
| Pennant number | Nom                              | Lancement         | Service effectif | Chantier naval                                       | Fin de carrière               | Photo |
| -------------- | -------------------------------- | ----------------- | ---------------- | ---------------------------------------------------- | ----------------------------- | ----- |
| D99            | HMS Duncan                       | 7 juillet 1932    | 31 mars 1933     | HMNB Portsmouth                                      | démoli en 1945-49             |       |
| H53            | HMS Dainty                       | 3 mai 1932        | 22 décembre 1932 | Fairfield Shipbuilding and Engineering Company Govan | coulé le 24 février 1941      |       |
| H16            | HMS Daring                       | 26 septembre 1930 | 9 avril 1931     | John I. Thornycroft & Company Woolston               | torpillé le 18 février 1940   |       |
| H75            | HMS Decoy – HMCS Kootenay (1943) | 7 juin 1932       | 4 avril 1933     | John I. Thornycroft & Company Woolston               | vendu pour démolition en 1946 |       |
| H07            | HMS Defender                     | 7 avril 1932      | 31 octobre 1932  | Vickers-Armstrongs Barrow-in-Furness                 | coulé le 11 juillet 1941      |       |
| H38            | HMS Delight                      | 2 juin 1932       | 31 janvier 1933  | Fairfield Shipbuilding and Engineering Company Govan | coulé le 29 juillet 1940      |       |
| H22            | HMS Diamond                      | 8 avril 1932      | 3 novembre 1932  | Vickers-Armstrongs                                   | coulé le 27 avril 1941        |       |
| H49            | HMS Diana – HMCS Margaree (1940) | 16 juin 1932      | 21 décembre 1932 | Palmers Shipbuilding and Iron Company Jarrow         | coulé le 22 octobre 1940      |       |
| H64            | HMS Duchess                      | 19 juillet 1932   | 24 janvier 1933  | Palmers Shipbuilding and Iron Company Jarrow         | coulé le 10 décembre 1939     |       |